# Rheia

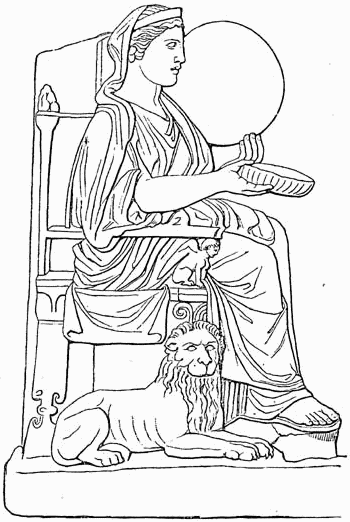
Rheia

Rheia (řecky Ῥέα, latinsky Rhea nebo Ops) je v řecké mytologii manželkou Titána Krona, matkou Hestie, Démétry, Héry, Háda, Poseidóna a nejvyššího boha Dia.
Rheia je v řecké mytologii podle Pelasgického mýtu o stvoření světa dcerou Eurynomé a hada Ofióna. Spolu s Kronem je jako každý z Titánů přidělena jedné z hvězdných mocností, v jejím případě to je Saturn. Podle Homérského mýtu o stvoření světa je nejen Kronovou manželkou, ale i sestrou, měli stejné rodiče i jako ostatní Titáni – Úrana a Gaiu.
Gaia se stala manželkou Úrana, když ovládl svět a zplodili dvanáct potomků, Titánů jménem Ókeanos, Koios, Krios, Hyperión, Iapetos a Kronos a Titánky jménem Theia, Rheia, Mnémosyné, Foibé, Themis a Téthys.
V době, kdy byl Kronos vládcem světa, obával se, aby jeho potomci proti němu nepovstali tak, jako on povstal proti svému otci. Proto každého novorozence spolkl a chystal se pohltit i dalšího očekávaného potomka. Rheia se však ukryla na Krétě a v hluboké jeskyni tajně porodila syna, který dostal jméno Zeus. Kronovi odevzdala kámen v plenkách a on ho spolkl.
Zeus vyrůstal pod ochranou nymf a horských démonů Kúrétů. Když dospěl, vzbouřil se proti otci a donutil ho vyvrhnout z útrob všechny děti. Po desetiletí tvrdých bojů ho zbavil vlády.
Rheie se dostalo zadostiučinění: její syn Zeus se stal nejvyšším bohem a panovníkem nad nebem a zemí; Poseidón se stal vládcem moře, Hádés podsvětí. Rovněž její dcery byly mocnými bohyněmi.
Byla silně spojena s Kybelé (latinsky též Cybele). V římské mytologii byla Magna Mater deorum Idaea a identifikována s Ops.
V umění, byla Rhea obvykle zobrazována na voze taženém dvěma lvy, a ne vždy byla od Kybelé rozlišitelná.
V Římě byla uctívána pod jménem Rhea nebo Ops.
V Homérovi je Rhea matkou bohů, i když ne univerzální matkou jako Kybelé, se kterou byla později identifikována. Původním střediskem jejího uctívání byla Kréta, kde údajně ukryla Dia.
V dávných dobách zdůvodňovali Řekové podobnost Rheie s Kybelé tím, že Rheia uprchla před Kronem ze svého sídla na Krétě do divokých hor v Anatolii (Strabón. 469, 12). Jiní spisovatelé měli obrácený pohled (Vergilius, Aeneis III) a ten bude zřejmě pravdivější, že kulturní a obchodní styky s pevninou přinesly na Krétu i kult uctívání asijské Velké matky, která se pak stala krétskou Rheiou.
V řecké mytologii (podle homérského mýtu) je symbolem Rheie Měsíc. Dalším jejím symbolem je labuť, protože je to jemné zvíře. Dalším jejím symbolem jsou dva lvi, kteří táhnou její vůz.

## Rheia ve výtvarném umění
Rheia byla nejvíce zobrazována v kombinaci s ostatními bohy, jako např. s Démétér. Často je zobrazována jako matka bohů, nejčastěji pak jak sedí na Omfalu. Některá zobrazení se také zabývají Gigantomachií, kde se Rheia nachází na straně olympských bohů.